# Барни Бабблс
Барни Бабблс (англ. Barney Bubbles; наст. имя — Колин Фалчер: 30 июля 1942 — 14 ноября 1983 года) — британский художник, дизайнер, график, известность которому принесли работы, связанные с оформлением музыкальных релизов и сценических декораций, в основном на независимой британской рок-сцене 1970-х — начала 1980-х годов. Для стиля Барни Бабблса были характерны яркие, игривые символические сюжеты, насыщенные геометрическими фигурами, отсылками к истории искусства и музыки, пазлами, криптограммами. Именно он впервые ввёл элементы русского конструктивизма в пост-панк-эстетику.
Барни Бабблс, страдавший биполярным аффективным расстройством, покончил с собой в Лондоне в ноябре 1983 года.

## Биография
Колин Фалчер родился в Уиттоне, графство Миддлсекс, в июле 1942 года. Он учился в средней школе Isleworth Grammar, а с 1958 года — в Твикенхэмском художественном колледже (Twickenham College of Art). По окончании колледжа в 1963 году Фалчер занялся типографикой, а в 1965 году присоединился к The Conran Group в качестве старшего график-дизайнера.
В середине 1960 годов Фалчер заинтересовался событиями, происходившими на музыкальной андеграундной сцене Британии и в 1967 году, взяв псевдоним Barney Bubbles, занялся оформлением световых шоу, в частности, для Gun и Quintessence, — в таких клубах, как The Roundhouse, Chalk Farm, Arts Lab, The Electric Cinema и Middle Earth.
Некоторое время вместе с Дэвидом Уиллсом он организовывал частные вечеринки и хэппенинги под общим названием «A1 Good Guyz», участвовал в работе журнала Motor Racing, а также в создании спецвыпуска журнала Oz Magazine под названием «The Tax Dodge Special» (№ 12, 1968).
Летом 1968 года Барни Бабблс побывал в США и познакомился с культурой и музыкой хиппи Западного побережья. Здесь он встретился с легендарными оформителями постеров Стэнли Маусом (англ. Stanley Mouse) и Элтоном Келли (англ. Alton Kelly), принял участие в световом оформлении концертов в сан-францисском Avalon Ballroom.
Весной 1969 года вместе с Эдвардом Мултоном (англ. Edward Moulton) Бабблс создал студию Teenburger Designs на Портобелло-роуд, в работе которой также принимал участие Джон Маггеридж. В числе первых проектов нового содружества было оформление обложки альбома: In Blissful Company английской психоделической группы Quintessence. Последовали новые заказы, в частности, от Brinsley Schwarz, Red Dirt, Cressida, Gracious!, Dr Z (альбом последних Three Parts To My Soul считается коллекционным раритетом). В это же время Барни Бабблс работал дизайнером в андеграундной газете Frendz.
В начале 70-х годов Бабблс установил тесные творческие отношения с Hawkwind и стал постоянным сотрудником группы, не только оформляя обложки и сценические декорации, но и принимая участие в разработке концепций альбомов и шоу. В конвертах, им оформленных, вышли альбомы группы In Search of Space, Doremi Fasol Latido и Space Ritual.
В это время он сотрудничал и с другими исполнителями, в числе которых были The Sutherland Brothers, Edgar Broughton Band, Chilli Willi and the Red Hot Peppers, Quiver, Kursaal Flyers, Michael Moorcock and the Deep Fix. В 1972 году Бабблс оформил обложку тройного альбома Glastonbury Fayre с постерами и буклетом.
В середине 1970-х годов Барни Бабблс прекратил сотрудничество с Hawkwind, сохранив творческие отношения лишь с саксофонистом Ником Тёрнером, и приступил к активной работе с лейблом Stiff Records и записывавшимися на нём музыкантами: The Damned, Элвисом Костелло, Иэном Дьюри и Wreckless Eric. После ухода из Stiff Джейка Ривьеры Бабблс последовал за ним: он сотрудничал с созданными Ривьерой лейблами Radar Records, F-Beat Records и Demon Records, а также с такими исполнителями, как Ник Лоу, Карлин Картер, Ховард Верт, Clive Langer & The Boxes. В числе других лейблов и музыкантов, с которыми работал Бабблс, были Aura Records, Chiswick, Utility Records, Go! Discs, Epic, Charisma Records, CBS, Line Records, United Artists, Riddle Records, Johnny Moped, Билли Брэгг, Clover, The Sinceros, Dr. Feelgood, Inner City Unit и The Psychedelic Furs.
Барни Бабблс снял (в качестве режиссёра) несколько видеоклипов: «Ghost Town» (The Specials), «Is That Love» и «Tempted» (Squeeze), «Clubland» и «New Lace Sleeves» Элвиса Костелло, «The Lunatics (Have Taken Over the Asylum)» (Fun Boy Three). Два промоклипа, для панк-группы Johnny Moped — «Incendiary Device» и «Darling Let’s Have Another Baby» — не имели коммерческих релизов.
В 1978 году Барни Бабблс принял участие в работе над обновлением дизайна музыкального еженедельника NME, в том числе над созданием нового логотипа. Слегка переработанная версия его варианта до сих пор используется в оформлении обложки издания. В начале 1980 года Бабблс занялся дизайном мебели и некоторые его работы были представлены в журнале The Face в ноябре 1981 года.
В 1982 году он записал альбом Ersatz с Ником Тёрнером и другими участниками группы Inner City Unit под названием The Imperial Pompadours.